# Magnitud molar parcial
Una magnitud molar parcial asociada a una variable extensiva es la derivada parcial de dicha variable extensiva {\displaystyle X} con respecto a la variación del número de moles {\displaystyle n_{i}} de una de las sustancias del sistema manteniendo la presión, la temperatura y el número de moles de las demás sustancias constantes. La propiedad molar parcial se representa por {\displaystyle {\bar {X}}_{i}}. La expresión es la siguiente:
{\displaystyle {\bar {X}}_{i}=\left({\frac {\partial X}{\partial n_{i}}}\right)_{P,T,n_{j\neq i}}}
Las magnitudes molares parciales se usan en mezclas para indicar la no aditividad de las propiedades extensivas de las mismas, es decir, la propiedad de la mezcla no es igual a la suma de la propiedad de los componentes puros por separado. Por ejemplo, el volumen molar de una mezcla binaria no es la suma de los volúmenes molares de los componentes puros:
{\displaystyle V_{\rm {m}}\neq V_{\mathrm {m} ,1}+V_{\mathrm {m} ,2}}
La propiedad molar parcial de una sustancia pura es igual a la magnitud molar correspondiente:
{\displaystyle {\bar {X}}=\left({\frac {\partial X}{\partial n}}\right)_{P,T}=X_{\rm {m}}}
Matemáticamente, las magnitudes molares parciales son funciones homogéneas de grado cero, es decir, no dependen de la cantidad de sustancia, por tanto variables intensivas.
Para el cálculo de la propiedad de una mezcla usamos la siguiente ecuación general a partir de las magnitudes molares parciales:
{\displaystyle X=\sum _{i=1}^{C}{\bar {X}}_{i}n_{i}}(a P y T constantes)
Una propiedad molar parcial muy importante es la energía de Gibbs molar parcial o potencial químico.